# Hip hop francese

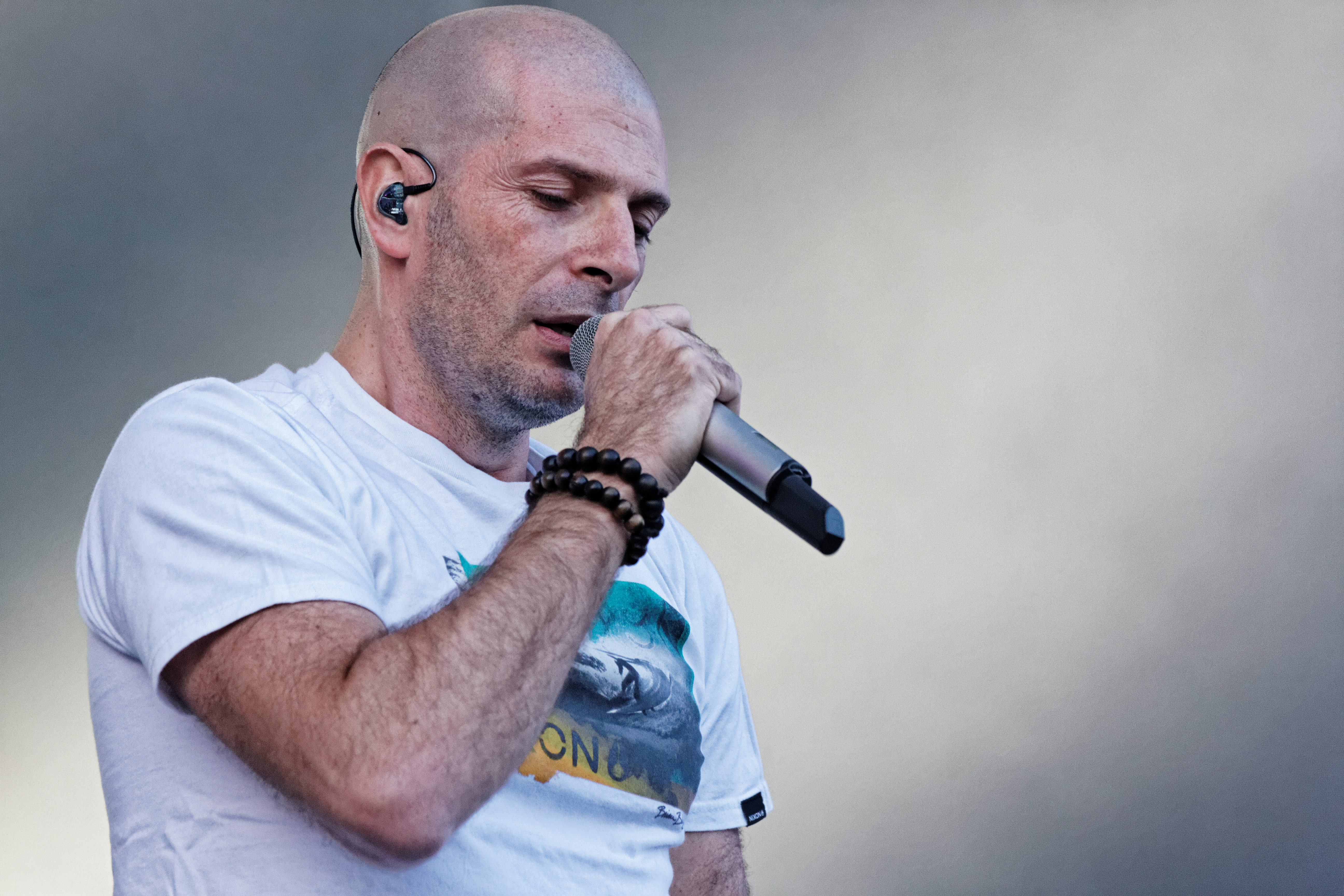
Akhenaton durante un concerto nel 2014

Molti artisti di hip hop francese vengono dai sobborghi di Parigi, Lione, Strasburgo, Tolosa e Marsiglia. Poiché in Francia lo stato sociale è molto più ampio che negli Stati Uniti, la povertà delle comunità nordafricane e dell'Africa occidentale (in cui hanno le radici la maggior parte dei rapper francesi) non è estrema come quella dei ghetti nordamericani; in ogni caso molti artisti vengono dai quartieri popolari (gli HLM: habitation à loyer modéré, cioè edifici di edilizia pubblica destinati a essere affittati). Tuttavia, contrariamente agli Stati Uniti, gruppi formati da artisti di etnie diverse sono sempre stati comuni in Francia. Molti dei più importanti rapper francesi sono caucasici: Kool Shen (di origini francesi), Akhenaton (di origini Francesi e italiane), Diam's (di origini francesi e cipriote). MC Solaar, nato in Senegal, ha pubblicato il suo primo CD nel 1991. Le due città più importanti per la scena francese sono Marsiglia e Parigi (la maggioranza dei rapper francesi proviene dai sobborghi di Parigi).
Il mercato francese rap è secondo solo a quello degli Stati Uniti.

## Storia
L'hip hop comparve in Francia nel 1979, proprio quando il genere cominciava a riscuotere successo negli U.S.A. Dal 1982 cominciarono a nascere le prime radio hip hop, come Rapper Dapper Snapper, dove la futura star DJ Dee Nasty fece la sua prima apparizione. Nello stesso anno si tenne il primo grande concerto rap in Francia, il New York City Rap Tour, sponsorizzato dalla radio Europe 1 e con la presenza di Afrika Bambaataa, Grandmixer DST, Fab 5 Freddy, Mr Freeze e la Rock Steady Crew.
Già nel 1983 l'hip hop era una parte rilevante della scena musicale francese. "Paname City Rappin" (1984) di DJ Dee Nasty fu il primo album pubblicato: un album funky, realizzato per l'etichetta di Nasty stesso, la Funkzilla. La metà del decennio vide anche la salita di performers come Lionel D, Destroy Man e Richy, merito anche dell'influente show di Dee Nasty, Le Deenastyle Radio Show, su Radio Nova.
La prima vera star dell'hip hop francese è stato MC Solaar, vero nome Claude M'Barali, nato a Dakar in Senegal. "Qui sème le vent récolte le tempo", del 1991, diventa una hit. Solaar mostra un carattere positivo e aperto, un certo talento letterario e notevoli ironia e senso dello humor; ha al suo attivo molti primati, tra cui quello del primo disco di hip hop francese a conquistare il disco di platino. Da ricordare anche la sua partecipazione al progetto "Jazzmatazz" di Guru (Gang Starr), esperimento d'unione tra musica jazz e rap.
Sulla scia del successo di MC Solaar, emergono due stili chiave per la scena hip hop francese: artisti come Solaar, Dee Nasty e Alliance Ethnik utilizzano uno stile ottimista e pacato, mentre altri, quali Assassin e Supreme NTM, assumono un aspetto più aggressivo. Molti artisti si ritrovano al centro di polemiche per testi che sembrano glorificare omicidi di poliziotti ed altri crimini, una tendenza simile a quella dei testi della West Coast americana. Negli anni '90 la musica rap cresce fino a diventare uno dei generi più famosi in Francia; nel 1997, il disco L'Ecole du Micro d'Argent degli IAM vende più di 1 milione di copie, seguito dall'ultimo disco degli NTM Suprême NTM, arrivato a 700 000 copie, nel 97 esce una versione di C'est la ouate di Caroline Loeb da parte di Ike Therry, un rapper sudafricano di madre lingua francese, che collaborò anche con tantissimi rapper francesi (tra cui in 2 tour di Tupac Shakur), piazzandosi anche al primo posto di tantissime classifiche al mondo.
Negli anni 2000, in concomitanza con gli sviluppi negli States, comincia un distacco nell'hip hop francese tra artisti mainstream tra cui Suprême NTM, Rohff, Fonky Family, IAM, MC Solaar, Sniper, Alliance Ethnik, Dee Nasty.